# Paul McGuinness
Paul McGuinness (sinh ngày 16 tháng 6 năm 1951) là cổ đông chính và người sáng lập công ty Principle Management Limited, trụ sở tại Dublin, Ireland từng quản lý ban nhạc U2 từ ngày khởi nghiệp cho tới năm 2013. Ông từng là quản lý của ban nhạc này và hiện đang là quản lý cho PJ Harvey và The Rapture. Ông cũng từng quản lý Paddy Casey.